# Gültlingen (Adelsgeschlecht)

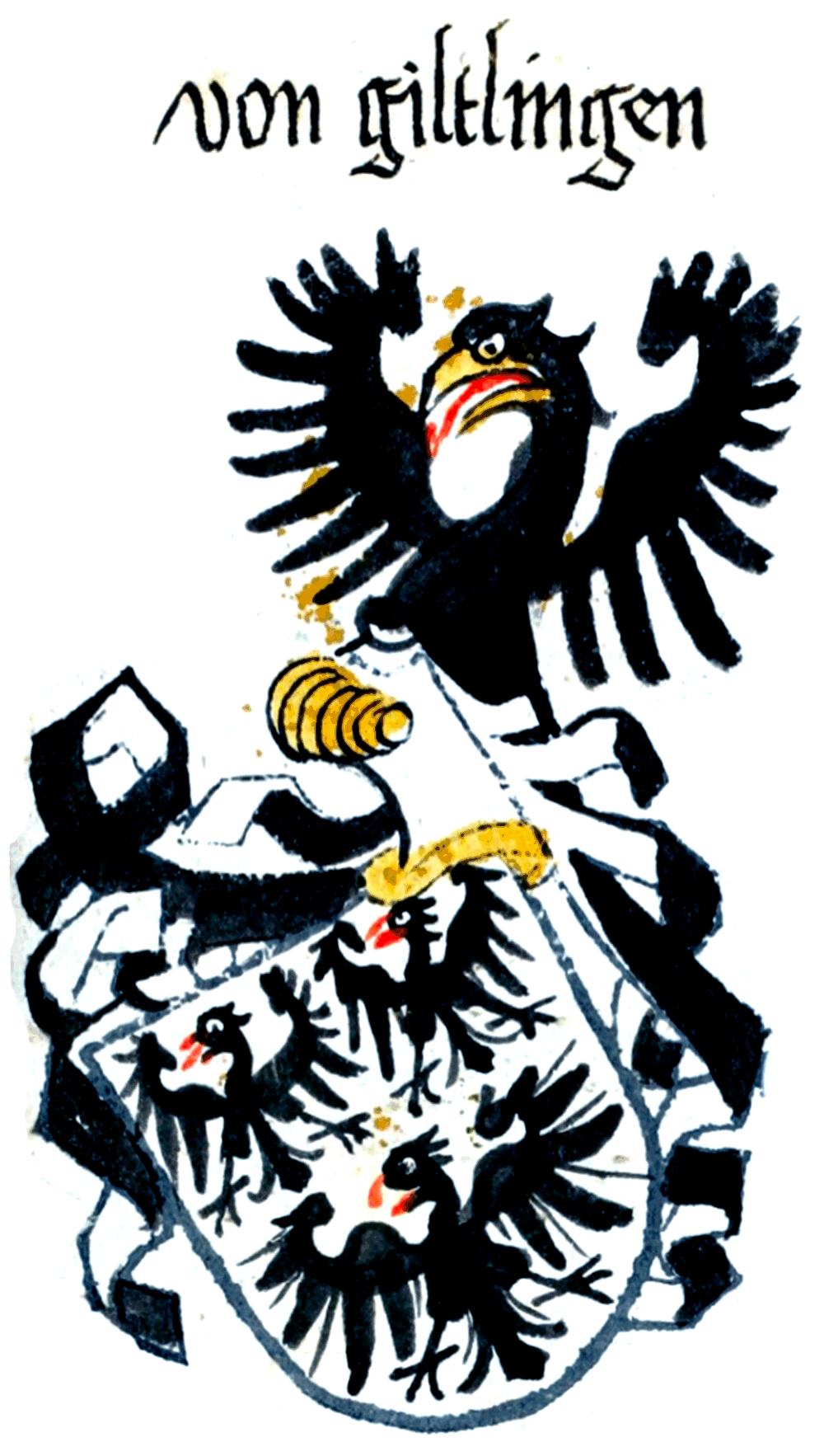
Wappen derer von Gültlingen, Wappenbuch des St. Galler Abtes Ulrich Rösch, 15. Jahrhundert

Gültlingen ist der Name eines schwäbischen Uradelsgeschlechts. Gültlingen, der Stammsitz der Familie, ist heute ein Ortsteil der Stadt Wildberg im Landkreis Calw im Schwarzwald.

## Geschichte

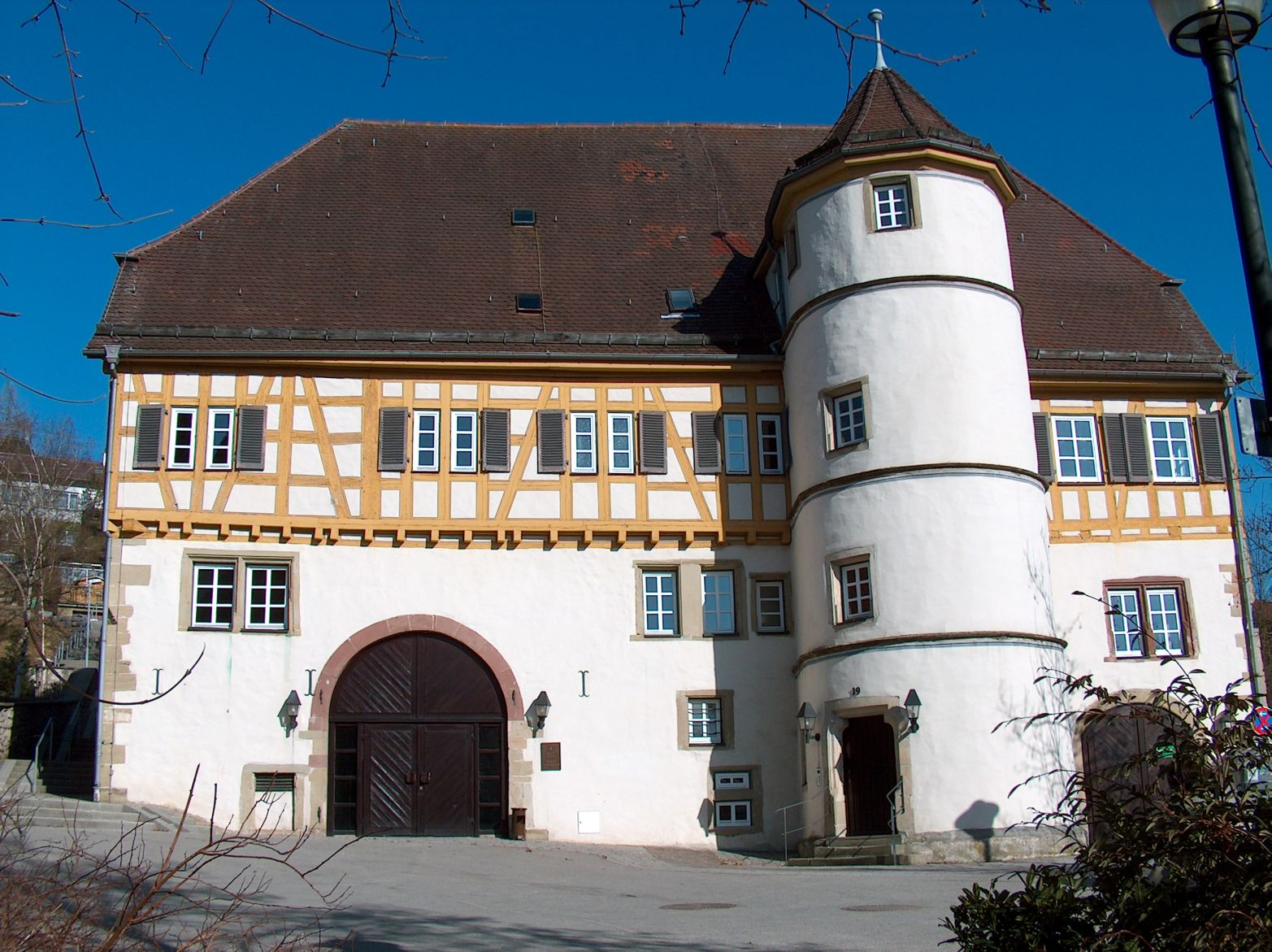
Schloss-Deufringen, vom Anfang des 15. Jahrhunderts bis 1699 einer der Stammsitze der Familie

Als eine der ersten nachweisbaren Angehörigen des Geschlechts werden die Brüder Reinbodo und Friedrich von Gültlingen um das Jahr 1100 in Urkunden genannt. Ihre Nachkommen siedelten sich ab dem 14. Jahrhundert in Berneck im Oberamt Nagold an und lebten dort zusammen mit den Herren von Berneck. Beide Geschlechter spielten während der Schleglerkriege eine führende Rolle, in deren Folge Berneck, einer der Hauptstützpunkte des Schleglerbundes, vom württembergischen Grafen Eberhard II. erobert und zerstört wurde.
Um 1400 gelangten die Herren von Gültlingen in den alleinigen Besitz von Schloss Berneck, das für lange Zeit (bis Anfang des 20. Jahrhunderts) ein Kondominium des Geschlechts blieb. Als Mitglied der Rittergesellschaft Sankt Jörgenschild gehörten sie 1488 dem Schwäbischen Bund an. Sie bildeten eine reichsunmittelbare Herrschaft und gehörten zur Reichsritterschaft im Ritterkanton Neckar-Schwarzwald. 1805 kam der Besitz unter württembergische Landeshoheit.
1515 erlangte das Geschlecht das Erbkämmereramt von Württemberg, womit auch ein Anteil am Schloss Hohenentringen verbunden war. Des Weiteren gehörten zu den Gültlingschen Besitzungen: Neuenburg, Sindlingen, Poltringen, Oberndorf, Deufringen, Pflummern, Pfäffingen, Zavelstein, Vollmaringen und Güter in der Eifel. Durch Heirat konnten 1762 auch Teile von Adelmannsfelden erworben werden, und somit die Zugehörigkeit zum Ritterkanton Kocher. Es gelang aber nicht, diese auf Dauer im Familienbesitz zu halten.
Das Geschlecht wurde im Königreich Württemberg bei der Freiherrenklasse immatrikuliert. Eine Linie führt seit 1908 den Namen Gültlingen-Schlepegrell. Zweige der Familie bestehen bis heute.

## Wappen
Das Stammwappen zeigt in Silber drei (2:1) goldbewehrte, schwarze Adler mit roten Zungen. Auf dem Helm ist ein wachsender schwarzer Adler mit silbernen Kopf und Hals, dessen Flügel je mit einem goldenen Kleestängel belegt sind. Die Helmdecken sind schwarz-silbern.

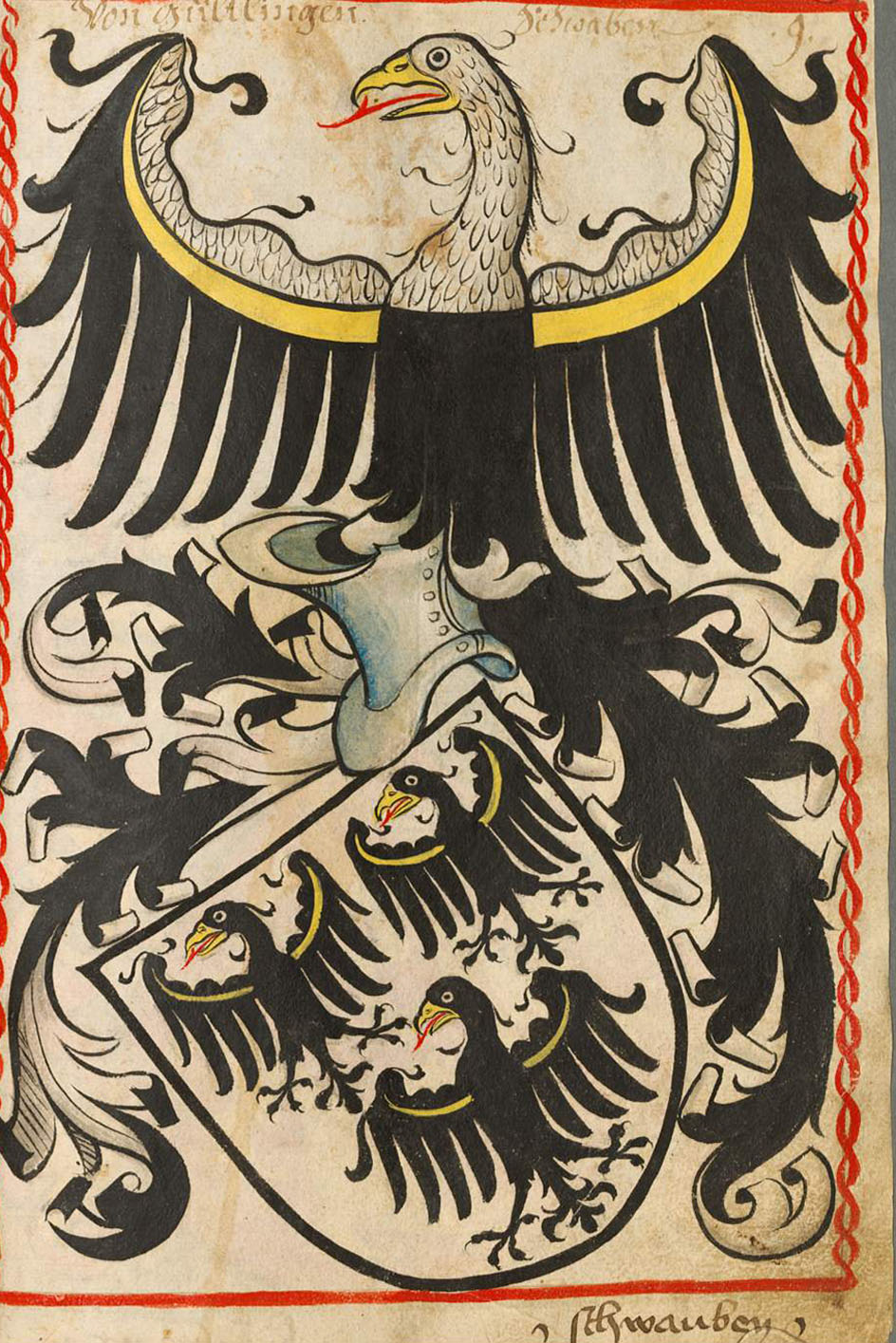
Wappen der Gültlingen im Scheiblerschen Wappenbuch, ca. 1470
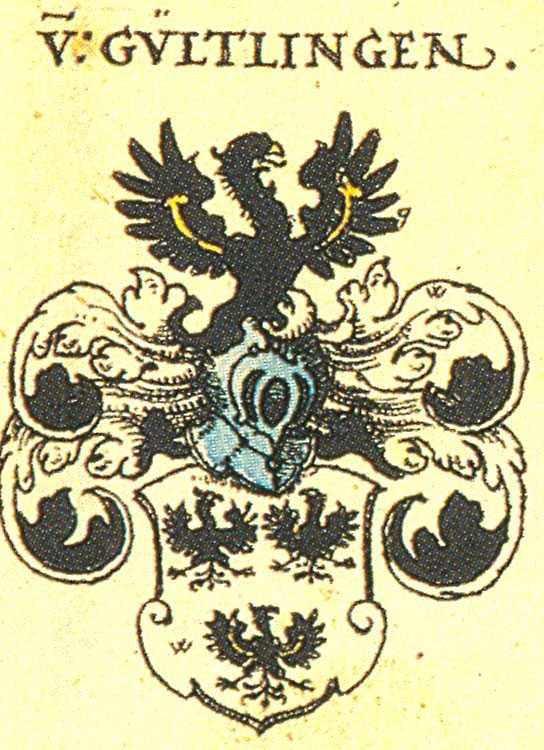
Wappen der Gültlingen in Siebmachers Wappenbuch, 1605
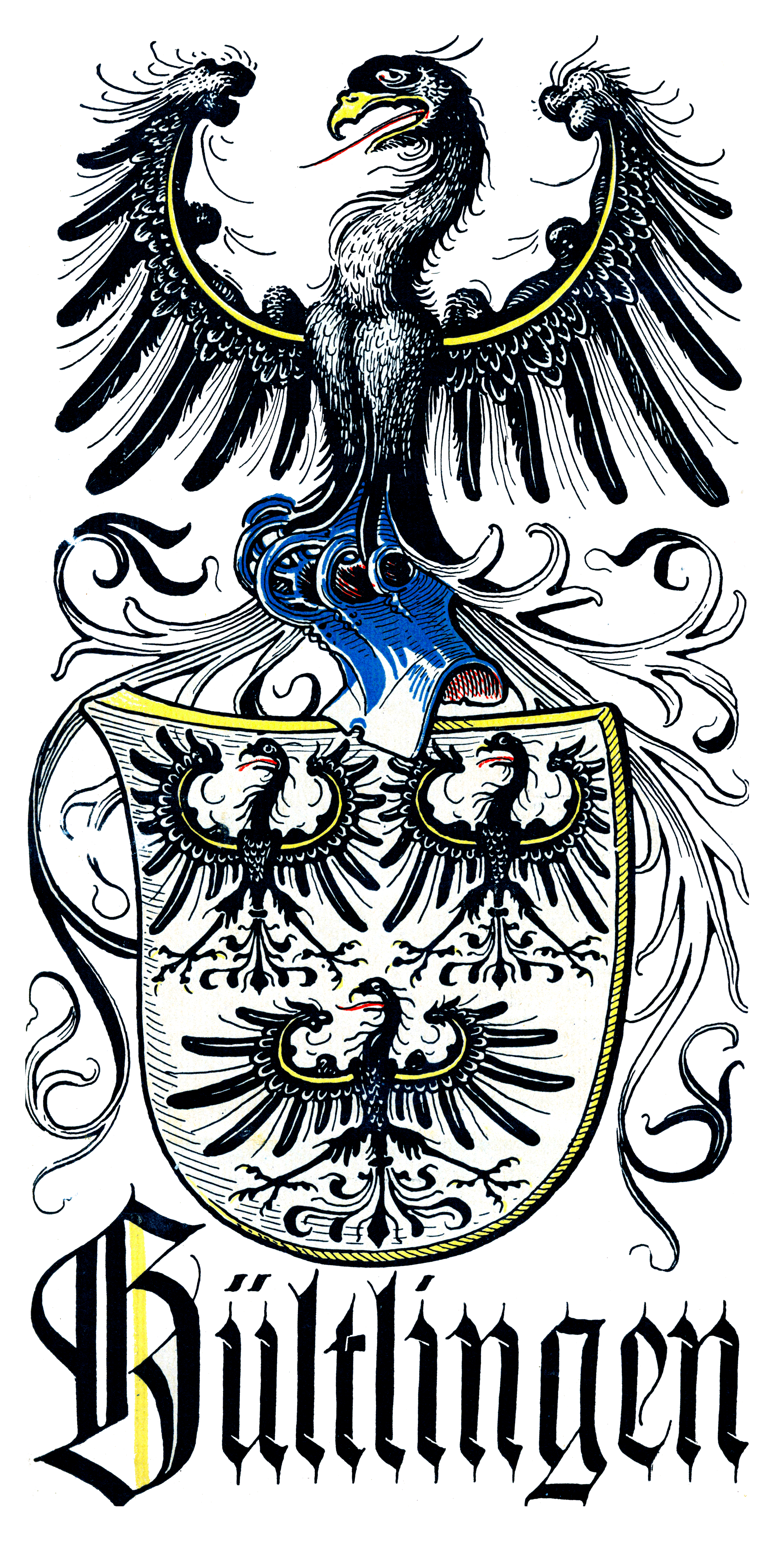
Wappen von Otto Hupp im Münchener Kalender, 1928

## Familienmitglieder
- Hans IX. von Gültlingen († 1514), württembergischer Erbkämmerer
- Jakob von Gültlingen († 1600), Obervogt von Schorndorf
- Carl von Gültlingen (1776–1851), württembergischer Landtagsabgeordneter
- Conrad von Gültlingen (1871–1939), württembergischer Landtagsabgeordneter
- Wilhelm von Gültlingen (1834–1898), Jurist und Mitglied des Deutschen Reichstags